# Академія мистецтв імені Павла Чубинського
Комунальний заклад вищої освіти Київської обласної ради «Академія мистецтв імені Павла Чубинського» — заснована у 1930 році. Розташована на вулиці Івана Мазепи, 15. Це освітня і мистецька установа Київщини, яка, заслужено перебуває на чолі культурного життя Київського регіону та має хорошу репутацію в галузі мистецької освіти. Академія дає професійну освіту у сферах музичного, сценічного, хореографічного мистецтва та менеджменту соціо-культурної сфери. Ректор — професор Василь Романчишин.
У закладі освіти викладають митці: Анатолій Кочерга, Олесь Ясько, Кирило Стеценко, Дмитро Антонюк, Віктор Плоскіна, Оксана Антонюк, Антоніна Мамченко, Олекса Берест, В‘ячеслав та Тимур Полянські, Жанна Боднарук, Тарас Петриненко, Микола Лисенко, Віталіна Біблів, Ігор Рябов, Сергій Омельченко, Володимир Гризлов, Анатолій Скоробагатько, Тетяна Борисенко, Анатолій Горбов, Валентина Матюшенко, Микола Голючек, Людмила Придіус, Олена Петрова (Астрая), Ірина Бойко, Валентина Коротя-Ковальська, Ірина Цепух та інші.
При академії створено і успішно працює центр післядипломної освіти на чолі із професором, д.п.н. Ігорем Лікарчуком.
У складі навчального закладу працює професійний симфонічний оркестр «Академія», де поруч з відомими музикантами вдосконалюють свою майстерність кращі студенти.
У 2023 році до Академії приєднано Стрітівський фаховий коледж кобзарського мистецтва.

## Спеціальності
У 2025—2026 навчальному році академія здійснює набір:
- фахових молодших бакалаврів за спеціальностями: Хореографія, Музичне мистецтво, Сценічне мистецтво, Менеджмент соціокультурної діяльності.
- бакалаврів за спеціальністю: Музичне мистецтво за напрямами: Мистецтво співу (спів академічний і народний), естрадне мистецтво (вокалісти, інструменталісти та звукорежисура), інструментальне виконавство (за видами).

## Історія
Академія заснована згідно з постановою Раднаркому УРСР «Про реорганізацію мережі і системи педагогічної освіти» від 11 серпня 1930 року як Київський технікум з підготовки організаторів культурно–дозвілєвої роботи. Навчальний заклад зазнав декілька трансформацій:
- Наказом Наркома освіти УРСР за № 3331–2 від 11 червня 1934 року перейменована на бібліотечний технікум.
- У грудні 1943 року заклад поновив свою діяльність як Київська політосвітня школа,
- У квітні 1944 року заклад перейменований на Київський технікум підготовки культурно-освітніх працівників.
- 14 березня 1961 року заклад отримав назву «Київське обласне культурно-освітнє училище».
- У 1990 перейменований на Київське обласне училище культури.
- З 2002 — Київське обласне училище культури і мистецтв.
- У 2011 році заклад отримав назву «Комунальний вищий навчальний заклад Київської обласної ради „Коледж культури і мистецтв“».
- У липні 2018 року коледж реорганізовано у «Комунальний заклад вищої освіти Київської обласної ради „Академія мистецтв імені Павла Чубинського“».